# 垂井警察署
垂井警察署（たるいけいさつしょ）は、岐阜県警察が管轄する警察署の一つである。

## 所在地
- 岐阜県不破郡垂井町宮代2875

## 管轄区域
- 不破郡全域
  - 垂井町
  - 関ケ原町

## 組織
- 会計課 - 会計係
- 警務課 - 警務係、相談係
- 生活安全課 - 生活安全係
- 地域課 - 地域係、機動警ら係
- 刑事課 - 刑事係、鑑識係
- 交通課 - 交通係
- 警備課 - 警備係

## 交番
（ ）の中は所在地。

### 垂井町
- 署所在地交番（不破郡垂井町宮代2875番地 垂井警察署内）

### 関ヶ原町
- 関ヶ原交番（不破郡関ヶ原町大字関ヶ原1073番地の1）

## 駐在所
（ ）の中は所在地。

### 垂井町
- 岩手駐在所（不破郡垂井町岩手737番地の1）
- 府中駐在所（不破郡垂井町府中2574番地の1）
- 表佐駐在所（不破郡垂井町表佐4890番地）

### 関ヶ原町
- 今須駐在所（不破郡関ヶ原町大字今須3451番地の1）

## 交通

### 交通機関
- 東海道本線 垂井駅南口より徒歩約9分

### 自動車
- 国道21号垂井駅南交差点

## 周辺
- 垂井駅
- 垂井町文化会館
- 垂井町立宮代小学校
- 南宮大社
- 大領神社
- 岐阜県立不破高等学校
- 真禅院